# Barrett M98
Das Barrett M98 ist ein Selbstlade-Scharfschützengewehr, das .338-Lapua-Magnum-Munition verschießt. Es wurde von der Barrett Firearms Manufacturing, Inc entwickelt. Nach der Vorstellung des Gewehrs auf der SHOT Show in Las Vegas wurden jedoch keine weiteren Modelle hergestellt, da das Barrett M99 als Nachfolger eingeführt wurde.

## Überblick
Das M98 ist ein leichtes Scharfschützengewehr, das als Hauptwaffe sowohl für Militär- als auch Polizeischarfschützen entworfen wurde. Durch die verwendete Munition füllt es die Lücke zwischen den traditionellen 7,62×51-mm-NATO- und 12,7×99-mm-NATO-Kalibern. Das M98 ist klassischen, manuell nachladbaren Geradezugverschluss-Gewehren sehr ähnlich. Der Rahmen des Gewehrs ist im Vergleich zum Rest der Waffe relativ schwer, jedoch immer noch leichter als das Gehäuse eines ähnlich großen Gewehrs. Der Lauf und der Rahmen sind beide an einer leichten Aluminiumstruktur befestigt, um maximale Biegesteifigkeit zu gewährleisten und der Griff ist aus mit Glasfasern verstärktem Plastik gefertigt, um das Gesamtgewicht weiter zu verringern.
Das Gassystem ist separat vom Lauf im Griffstück untergebracht, um die Laufvibration davon fernzuhalten. Das Gas wird vom Griff über ein Rohr durch das Gewehr zum Schussmechanismus geleitet. Durch diese Trennung wird die Genauigkeit erhöht. Der Rückstoß wird durch das Gassystem und eine zusätzliche hocheffiziente Mündungsbremse weitgehend abgefangen. Das Gewehr ist außerdem mit einer standardisierten Picatinny-Schiene ausgestattet.